# Хатинохэ (княжество)

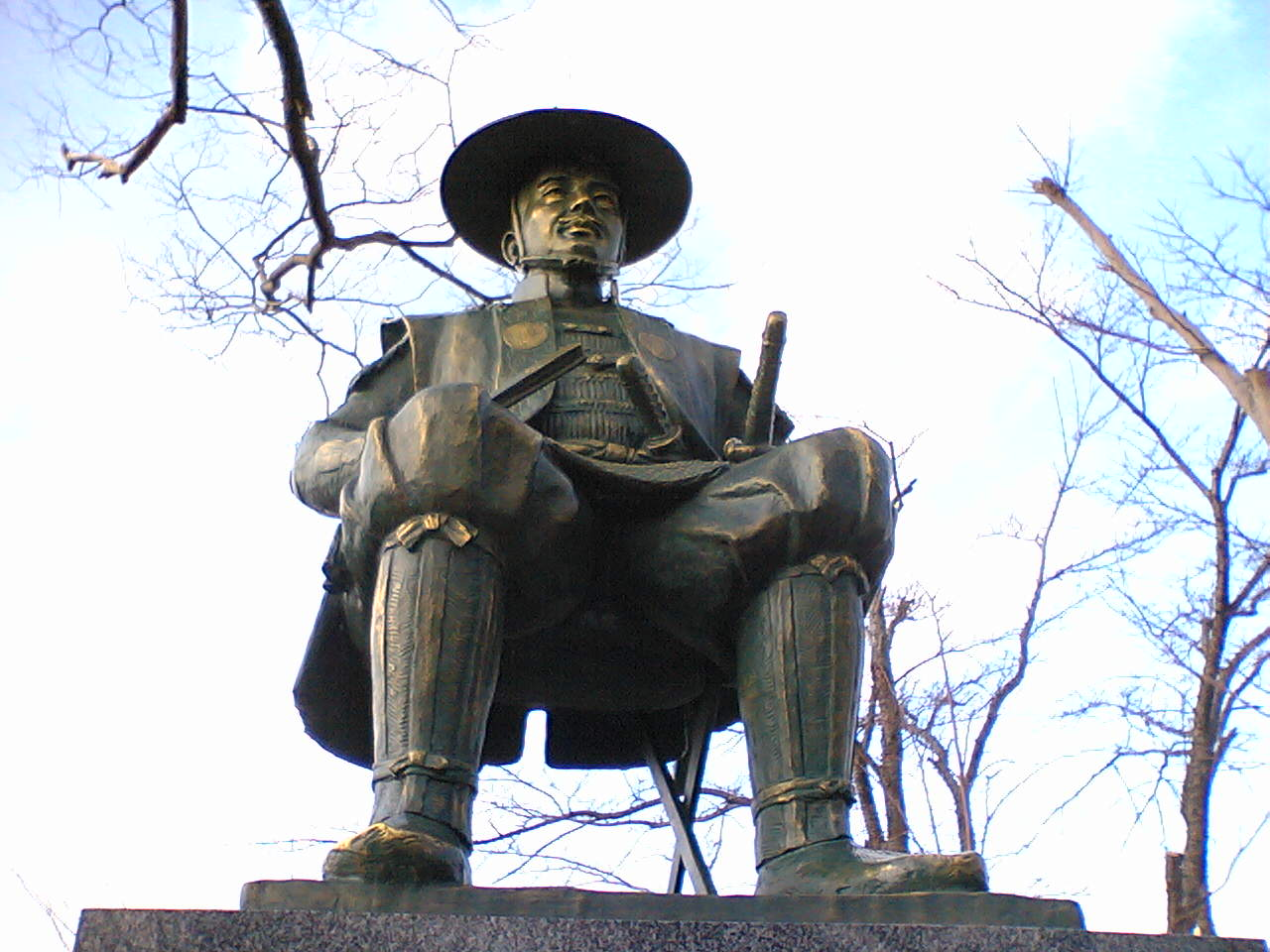
Намбу Наофуса, 1-й даймё Хатинохэ-хана

Княжество Хатинохэ (яп. 八戸藩 Хатинохэ-хан) — феодальное княжество (хан) в Японии периода Эдо (1664—1871), в провинции Муцу региона Тосандо на севере острова Хонсю (современная префектура Аомори). Дочернее княжество Мориока-хана.

## Краткая информация
Административный центр княжества: замок Хатинохэ (современный город Хатинохе, префектура Аомори).
Доход хана: 20 000 коку риса
В состав княжества входили 41 деревня в районе Саннохэ, 28 деревень в районе Кунохэ и 4 деревни в районе Сива.

## История княжества
Княжество Хатинохэ было образовано в 1664 году. Его первым правителем стал Намбу Наофуса (1628—1668), младший сын Намбу Тосинао, первого даймё Мориока-хана.
Хатинохэ-хан имел несколько неопределенный статус. Княжество было дочерним доменом Мориока-хана и управлялось представителями рода Намбу. Хатинохэ-хан подпадал под систему Санкин котай и получил от сёгуната Токугава разрешение на строительство собственного замка. Статус княжества было уточнён в 1812 году, когда сгорела резиденция даймё Хатинохэ-хана в Эдо, а 10-й даймё Мориока-хана Намбу Тосинори отказался помочь с его восстановлением, ссылаясь на «независимость» Хатинохэ-хана.
Во время Войны Босин (1868—1869) 9-й даймё Намбу Нобуюки поддержал Северный союз японских княжеств и присоединил свои силы к войску Мориока-хана в битве при Нохедзи против княжеств Хиросаки и Куроиси. В дальнейшем из-за тайной дипломатии Кубота-хана княжество Хатинохэ смогло избежать наказания со стороны императорского правительства Мэйдзи.
В июле 1871 года Хатинохэ-хан был ликвидирован. Первоначально княжество было переименовано в префектуру Хатинохэ, а в сентябре 1871 года она была объединена с префектурой Аомори.

## Правители княжества
- Род Намбу, 1664—1871 (тодзама-даймё)

| № | Имя            | Имя      | Годы правления | Годы жизни  | Примечания                                           |
| - | -------------- | -------- | -------------- | ----------- | ---------------------------------------------------- |
| 1 | Намбу Наофуса  | 南部直房 | 1664 — 1668    | 1628 — 1668 | Седьмой сын Намбу Тосинао                            |
| 2 | Намбу Наомаса  | 南部直政 | 1668 — 1699    | 1661 — 1699 | Старший сын Намбу Наофусы                            |
| 3 | Намбу Мисинобу | 南部通信 | 1699 — 1716    | 1673 — 1716 | Четвёртый сын Намбу Сигэнобу                         |
| 4 | Намбу Хиронобу | 南部広信 | 1716 — 1741    | 1709 — 1741 | Сын и преемник Намбу Мисинобу                        |
| 5 | Намбу Нобуоки  | 南部信興 | 1741 — 1765    | 1725 — 1773 | Старший сын Намбу Хиронобу                           |
| 6 | Намбу Нобуёри  | 南部信依 | 1765 — 1781    | 1747 — 1781 | Сын Намбу Нобуоки                                    |
| 7 | Намбу Нобуфуса | 南部信房 | 1781 — 1796    | 1765 — 1835 | Старший сын Намбу Нобуёри                            |
| 8 | Намбу Нобумаса | 南部信真 | 1796 — 1842    | 1780 — 1847 | Третий сын Намбу Нобуёри                             |
| 9 | Намбу Нобуюки  | 南部信順 | 1842 — 1871    | 1814 — 1872 | 14-й сын Симадзу Сигэхидэ, усыновлён Намбу Нобумасой |